# 通勤五方面作戦
通勤五方面作戦（つうきんごほうめんさくせん）とは、1965年（昭和40年）に日本国有鉄道（国鉄）がそれまで東海道新幹線などの幹線系路線の建設や輸送力増強に重点が置かれ予算が圧迫されて遅れをとっていた、都市間旅客輸送、長距離貨物輸送、大都市通勤輸送力増強を一気に遂行するように策定した、同年度を初年度とする1971年（昭和46年）度までの7年間にわたる第三次長期計画のうち、大都市通勤輸送力増強、特に、首都圏の国鉄路線の中で、東京都心への輸送を担っている東海道本線・横須賀線、中央本線、東北本線・高崎線、常磐線、総武本線、これら各路線を複々線化するなどして抜本的な輸送力増強策を計画・実行を目指したプロジェクトの通称である。「通勤五方面作戦」と呼ばれる所以は、各線が東京南西から時計回りに放射状に5方面へ延びていることからであり、別名「東京通勤五方面作戦」ともいわれる。

## 五方面作戦の背景と計画
第二次世界大戦後の高度経済成長と、地方農山村から東京圏への人口大移動に伴う都市部の過密化により、東京近郊路線の通勤時間帯における混雑は「通勤地獄」と称されるほど深刻なものになっていた。一例として、定員に対する乗車人員数で表される混雑率は1960年（昭和35年）度に下記のようになっていた。
- 総武本線：312%
- 東北本線：307%
- 中央線快速：279%
- 常磐線：247%

それまでも国鉄は72系に代表される旧形国電や客車列車を、高性能で収容力が大きく小回りの利く新性能電車（101系・113系など）に置き換え、列車本数を増やすことで混雑緩和を図っていた。しかし、輸送量の増加に見合うものではなく、混雑を解消するには線増を伴う抜本的な輸送力強化が必須とされ、1960年代に入ると毎年のように監査報告書でも指摘されていた。
また運転業務面においても、増発に次ぐ増発を行っても当時の輸送人員はそれ以上に増加していたため、このプロジェクトの早期完成によって混雑緩和ならびに列車増発が可能になるため、運転担当者も早期の完成を強く国鉄当局に要請した。決め手となったのは三河島事故および鶴見事故であり、いずれも過密ダイヤが被害を大きくしたことが問題視された。このため、鶴見事故直後の1963年（昭和38年）11月には安全策として線路増設を促進する旨の意思表明が総裁から出されている。
五方面作戦は1965年度から1971年度末までで計画された、第三次長期計画で重点投資対象であった通勤投資の中核をなしている。しかし、1965年当時の混雑率予想では5路線の線増を実施しても集中を続ける人口の前には、混雑率を当時の状況よりやや抑える程度の効果しか持っていないと考えられた。なお、下の表における「現状」と「工事を実施した場合」の差、「工事を実施した場合」と「工事を実施しない場合」の差は、必ずしも国鉄の輸送力増強工事の成果を意味しないことに注意が必要である。
|                    | 現状 | 工事を実施 した場合 | 実施しない 場合 |
| ------------------ | ---- | ------------------- | --------------- |
| 中央快速線         | 284  | 270                 | 370             |
| 中央緩行線         | 208  | 180                 | 270             |
| 総武線             | 312  | 239                 | 445             |
| 京浜東北線（南行） | 282  | 192                 | 357             |
| 山手線（外回り）   | 272  | 171                 | 326             |
| 南武線             | 284  | 257                 | 461             |
| 横須賀線           | 264  | 200                 | 486             |
| 東海道線           | 171  | 207                 | 367             |

このように、需要追従型となった背景は、十河信二国鉄総裁時代以前、第二次五カ年計画までの、通勤投資への消極姿勢があり、国鉄として首都圏への人口集中への対応が遅れたからである。十河の跡を継いだ石田礼助は五方面作戦の計画を指示した総裁ではあるが、十河時代には国鉄監査委員を務めており、下記のように通勤投資には消極的であった。
石田は通勤投資を語る際「降りかかる火の粉は払わねばならぬ」と例えたが、国鉄旅客局の芝逸朗によれば、その言葉こそが、開発先行型ではない、需要追従の思想を体現したものだった。五方面作戦においても話は同様であった。なお、第三次長期計画で目標とされた首都圏通勤路線全体の平均混雑率は240%である。また当初は、第三次長期計画の最終年である1971年度末までに、5路線とも一定の区間の線路増設を終えるように計画された。

### 総投資額
下記の費目を加算した「通勤輸送改善投資」が五方面作戦実施の総投資額として認識されている。
- 線路増設費：複々線化のために投じられた費用
- 地上設備費：車両基地、変電設備などに投じられた費用
- 車両費：増発、編成延長、新性能化のため投じられた費用

線路増設工事費について、計画当初と1981年度末での実績を比較すると次のようになる。
| ＼ 項目 線別 ＼                   | 当初計画       | 当初計画 | 1981年度末 総工事費 | 増減  |
| --------------------------------- | -------------- | -------- | ------------------- | ----- |
| ＼ 項目 線別 ＼                   | 工期           | 総工事費 | 1981年度末 総工事費 | 増減  |
| 東海道本線（東京駅 - 小田原駅間） | 1966.4－1972.3 | 1,255    | 2,228               | 973   |
| 中央本線（中野駅 - 三鷹駅間）     | 1961.4－1968.3 | 192      | 256                 | 64    |
| 東北本線（赤羽駅 - 大宮駅間）     | 1963.7－1969.3 | 122      | 181                 | 59    |
| 常磐線（綾瀬駅 - 取手駅間）       | 1965.1－1972.3 | 290      | 393                 | 103   |
| 総武本線（東京駅 - 千葉駅間）     | 1965.4－1973.3 | 651      | 1,018               | 367   |
| 計                                |                | 2,510    | 4,076               | 1,566 |

地上設備費と車両費を合算したものは下記のようにまとめられた。
| 線区別                             | 線路増設 | 地上設備 | 車両 | 計    | 1980年度ベース に換算した投資額 |
| ---------------------------------- | -------- | -------- | ---- | ----- | ------------------------------- |
| 東海道本線 （東京駅 - 小田原駅間） | 1,990    | 1,066    | 256  | 3,312 | 5,922                           |
| 中央本線 （中野駅 - 三鷹駅間）     | 256      | 62       | 122  | 440   | 1,118                           |
| 東北本線 （赤羽駅 - 大宮駅間）     | 181      | 440      | 170  | 791   | 1,827                           |
| 常磐線 （綾瀬駅 - 取手駅間）       | 332      | 209      | 122  | 663   | 1,390                           |
| 総武本線 （東京駅 - 千葉駅間）     | 980      | 399      | 202  | 1,581 | 3,215                           |
| 計                                 | 3,739    | 2,176    | 872  | 6,787 | 13,472                          |

- 東海道本線・常磐線・総武本線で線路増設費が一致していないのは、これらは表の作成時に工事が完了しておらず、「通勤輸送改善投資実績」では継続工事扱いとして計算しており、年毎の投資実績額を累計しているからである。
- 1980年度ベースに換算した投資額は同年度を基準年としてインフレーションを考慮した累積額である。

## 輸送力増強の内容

### 基本的な考え方
『運輸と経済』に掲載された国鉄担当者による総括記事によれば、五方面作戦の展開に当たっては次の3点に絞って方向付けが行われたと言う。
1. 現有施設の能力の限界を超える輸送需要に対しては、新規の投資によって抜本的な設備改善を行い対処する。
2. ダイヤの過密化を解消し、安全輸送を確保するために、幹線輸送と競合する通勤輸送は、極力、線路を分離することとする。
3. 必要な線区については、都心に直通する地下鉄への国電の乗り入れを行う。

### 東海道本線・横須賀線

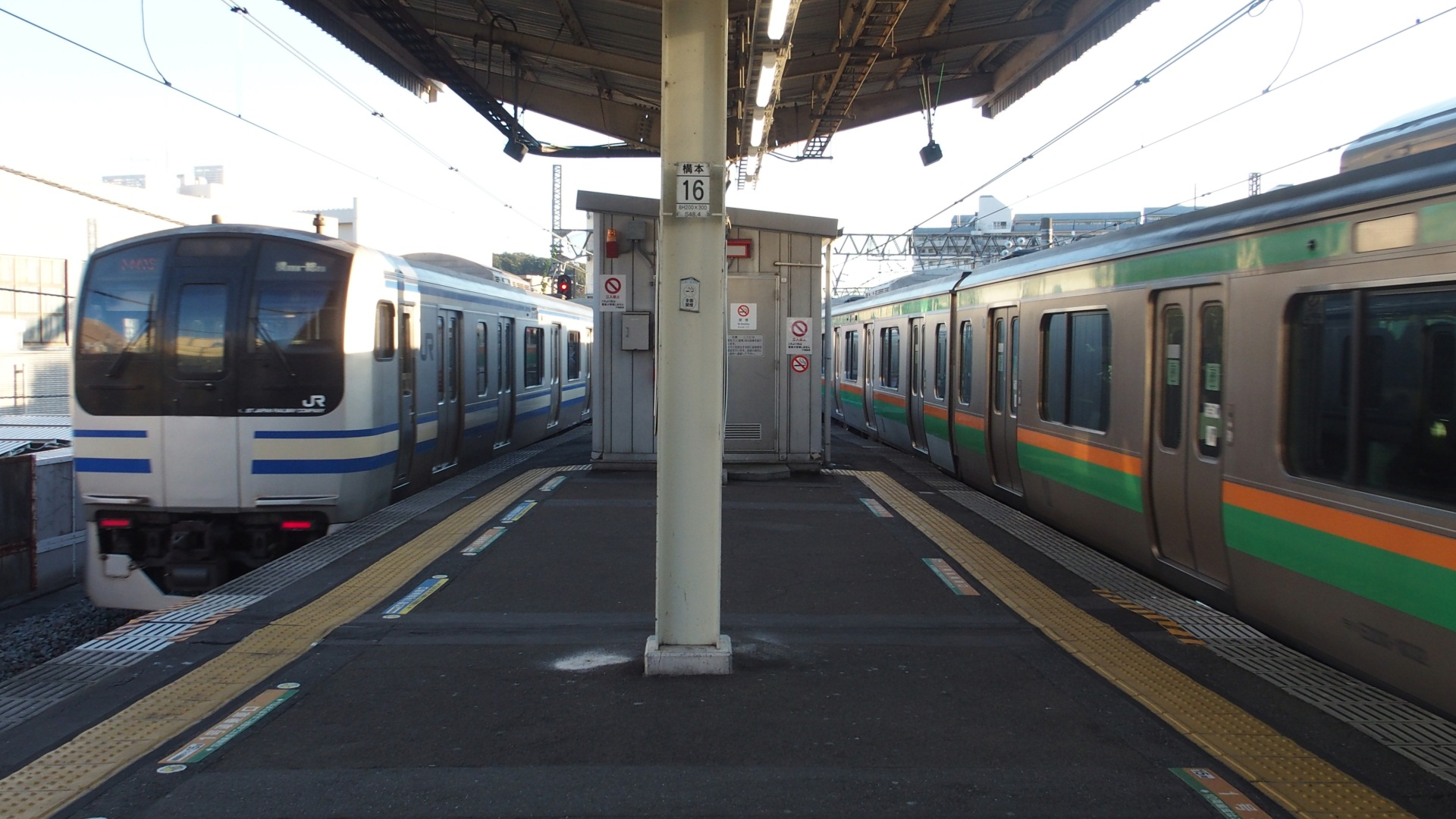
東海道線（右）と横須賀線（左）

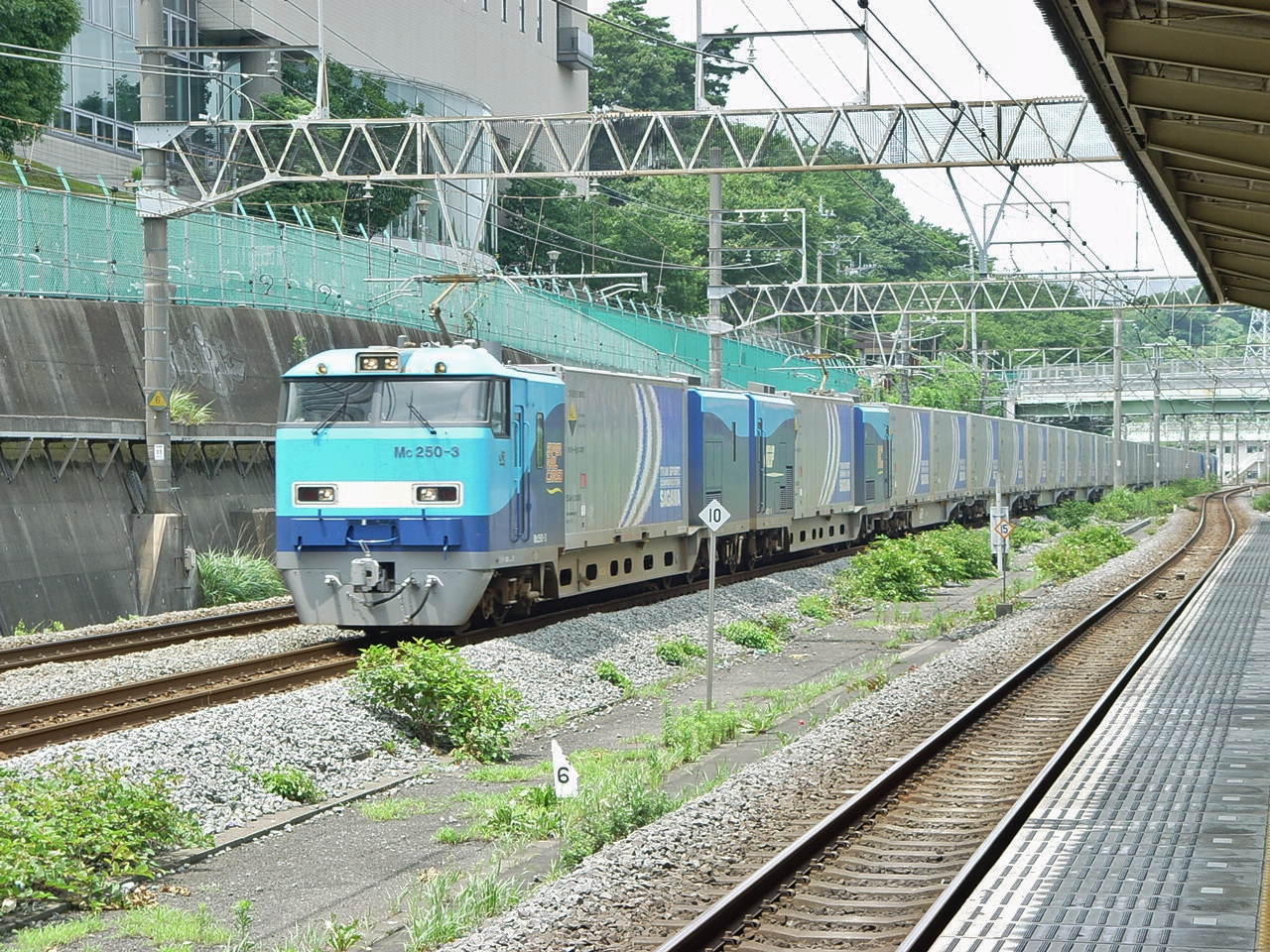
新設された羽沢町経由の貨物専用別線
（東戸塚駅）

東海道線（湘南電車）と横須賀線はそれまで東京駅 - 大船駅間で線路を共有して運行されていたが、これが双方路線の列車増発の障壁となっていた。この状況を打破するため、俗にSM分離（両路線列車の列車番号の末尾英字の組み合わせから）と呼ばれる対策が取られた。具体的な内容は以下の通りである。
1. 東京駅 - 品川駅間に地下線を増設。東京駅地下ホームから総武快速線と相互直通運転を行えるようにする。
2. 貨物専用線である品鶴線を旅客化。貨物列車は武蔵野線経由へと移行する。
  - 新鶴見信号場 - 鶴見駅間は旅客専用線を新設し複々線とする。
3. 鶴見駅 - 戸塚駅間に羽沢町（横浜羽沢駅）経由の貨物専用別線を建設、戸塚駅 - 大船駅間の複々線（旅客線と貨物線）に新たな複線を付け加えて三複線とし、従来の貨物線を旅客用に転用する。

上記のうち3.の貨物線新設に関しては、住民による建設反対運動が起きたため計画が遅れ、完成は1979年（昭和54年）となった。翌1980年（昭和55年）10月には鶴見駅 - 大船駅間の貨物線を横須賀線用に改良する工事が完了し、東海道線と横須賀線の分離運転が開始された。
なお、東海道本線では上記のほか、大船駅 - 小田原駅間の改良も計画された。
1. 既に旅客線と貨物線による複々線となっていた大船駅 - 平塚駅間を三複線化し、旅客線を複々線、貨物線を複線とする。
2. 複線であった平塚駅 - 小田原駅間に貨物線を新設して複々線化。

上記のうち2.に関しては1979年10月に完成したが、1.については見送られた。

### 中央本線

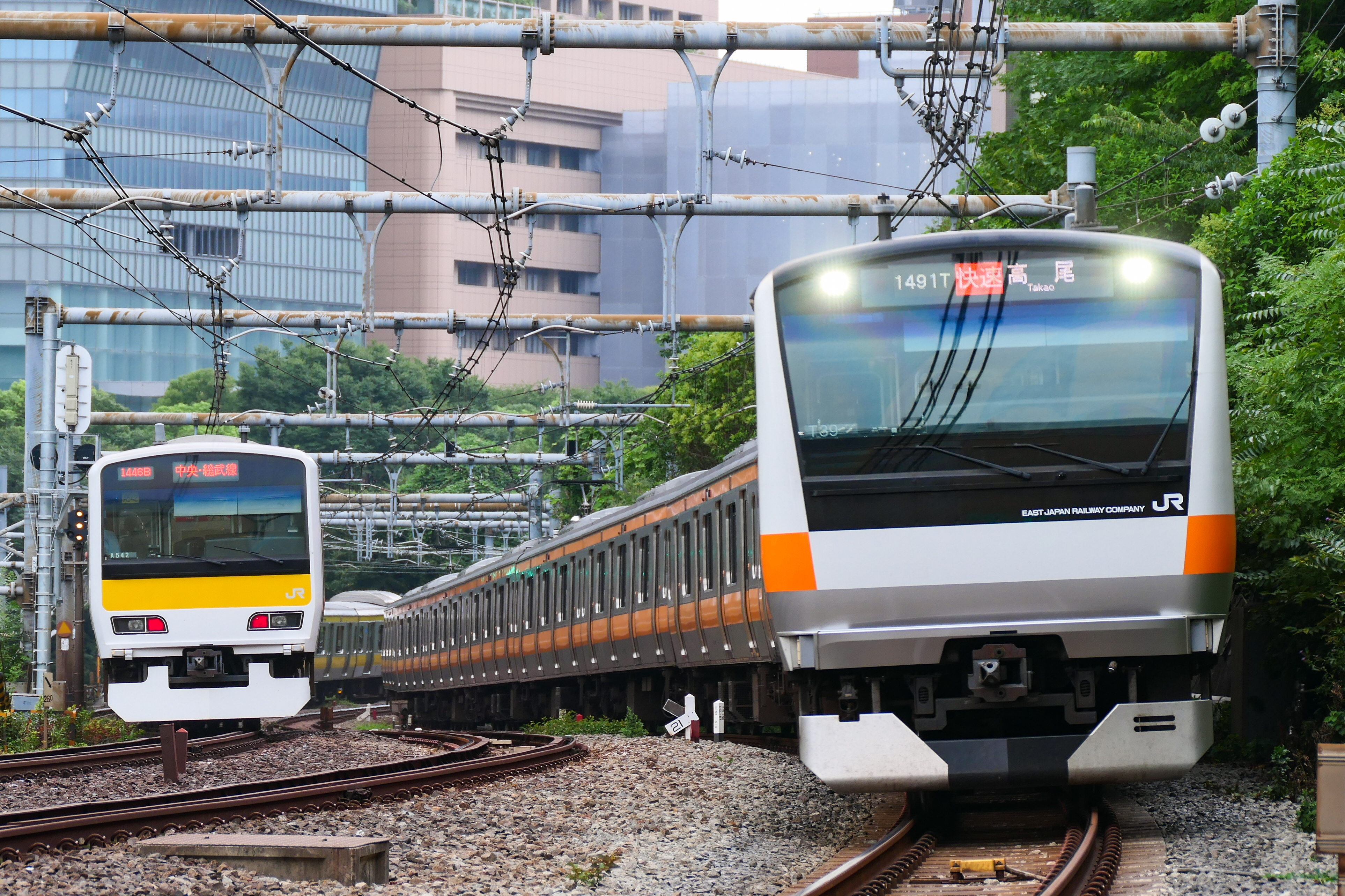
右：中央線快速
左：中央・総武緩行線

本路線のみ、五方面作戦として銘打たれる前の第二次五カ年計画時から本格的な工事が着手されている。それは、武蔵野地域は沿海部の埋立地より開発が容易であり、隣接県の田園・丘陵地帯よりはある程度市街化の素地があったからである。このため、高度経済成長初期には最も沿線人口の伸び率が大きかった。中央本線系統では既に完成していた御茶ノ水駅 - 中野駅間の複々線を三鷹駅・立川駅まで延伸することと、建設が開始されていた営団地下鉄（現・東京地下鉄）東西線へ中野駅から国電が直通することが計画の基本となった。
1966年（昭和41年）に中野駅 - 荻窪駅間の複々線化が完成して地下鉄東西線との直通運転が開始され、続く1969年（昭和44年）には三鷹駅までの複々線化が完了した。しかし、三鷹駅 - 立川駅間の区間は複々線工事に取り掛かることなく現在に至っている。そのため工事が施行された他方面にくらべて急行線を走る快速電車の列車本数が過密である状況が続いている。

### 東北本線・高崎線

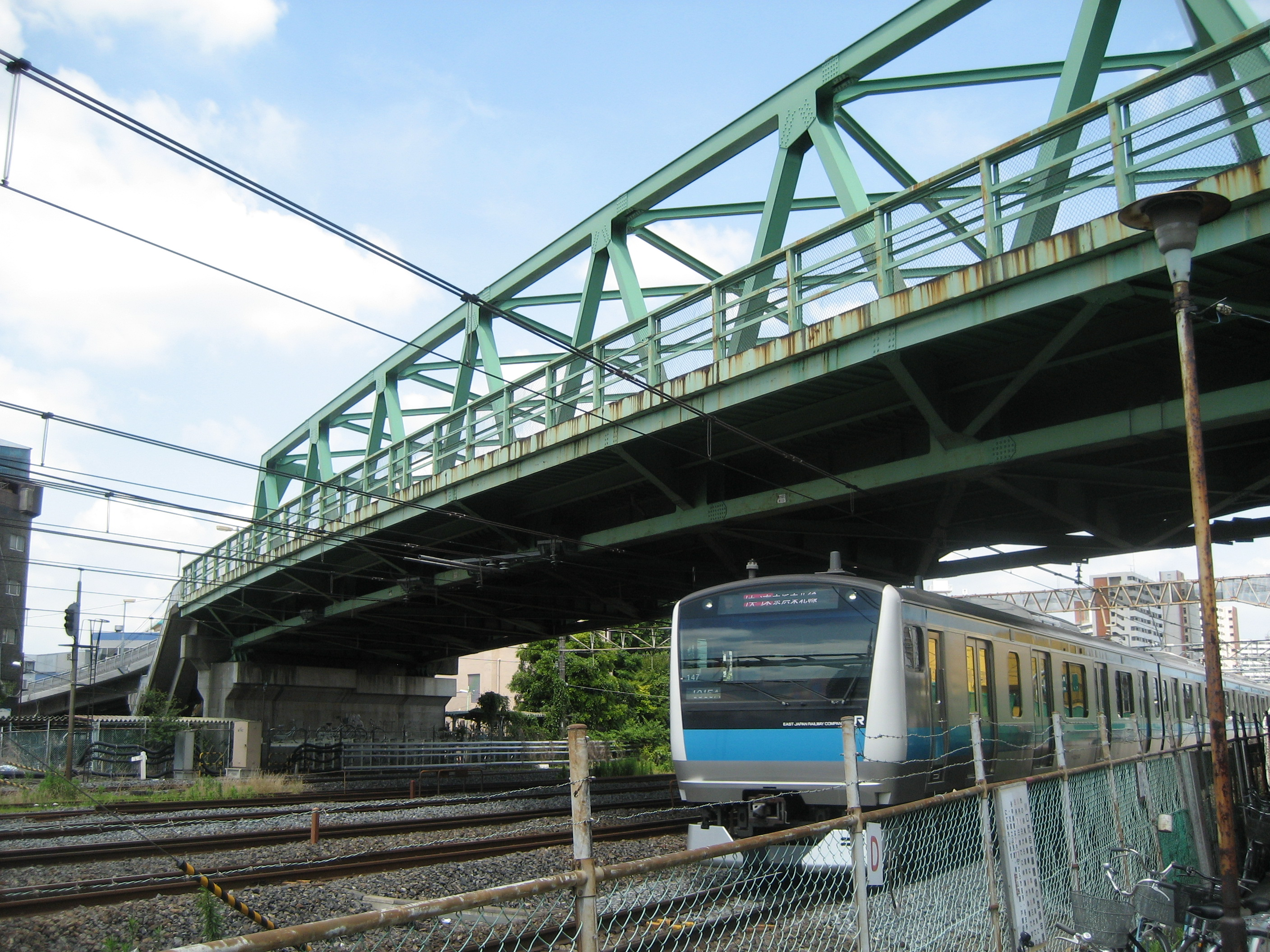
蕨駅 - 南浦和駅間三複線
手前2線：電車線（京浜東北線）
中央2線：列車線（宇都宮線）
奥側2線：貨物線（湘南新宿ライン）

この系統では、通勤五方面作戦が始まる前、赤羽駅 - 大宮駅間は列車線と貨物線による複々線となっており、東北線・高崎線列車と京浜東北線電車が同区間で列車線を共用していた。この区間に新たな貨物線を建設し、従来の貨物線を列車線に転用し三複線化して、東北線列車と京浜東北線電車を分離することとした。また、この分離で線路数が増え、列車の運行本数も増加することから、同時に川口駅 - 大宮駅間の埼玉県内すべての踏切を撤去して完全立体化された。加えて、大宮駅北側における東北本線と高崎線の平面交差を、立体化により解消することとした。
大宮駅における東北本線と高崎線の立体交差工事は1965年（昭和40年）9月に、与野駅 - 大宮駅間の三複線化・立体化は1967年（昭和42年）10月に完成している。赤羽駅 - 与野駅間の三複線化・川口駅 - 与野駅間の立体化は、「ヨンサントオ」改正の実施に合わせて1968年（昭和43年）10月に完成している。

### 常磐線

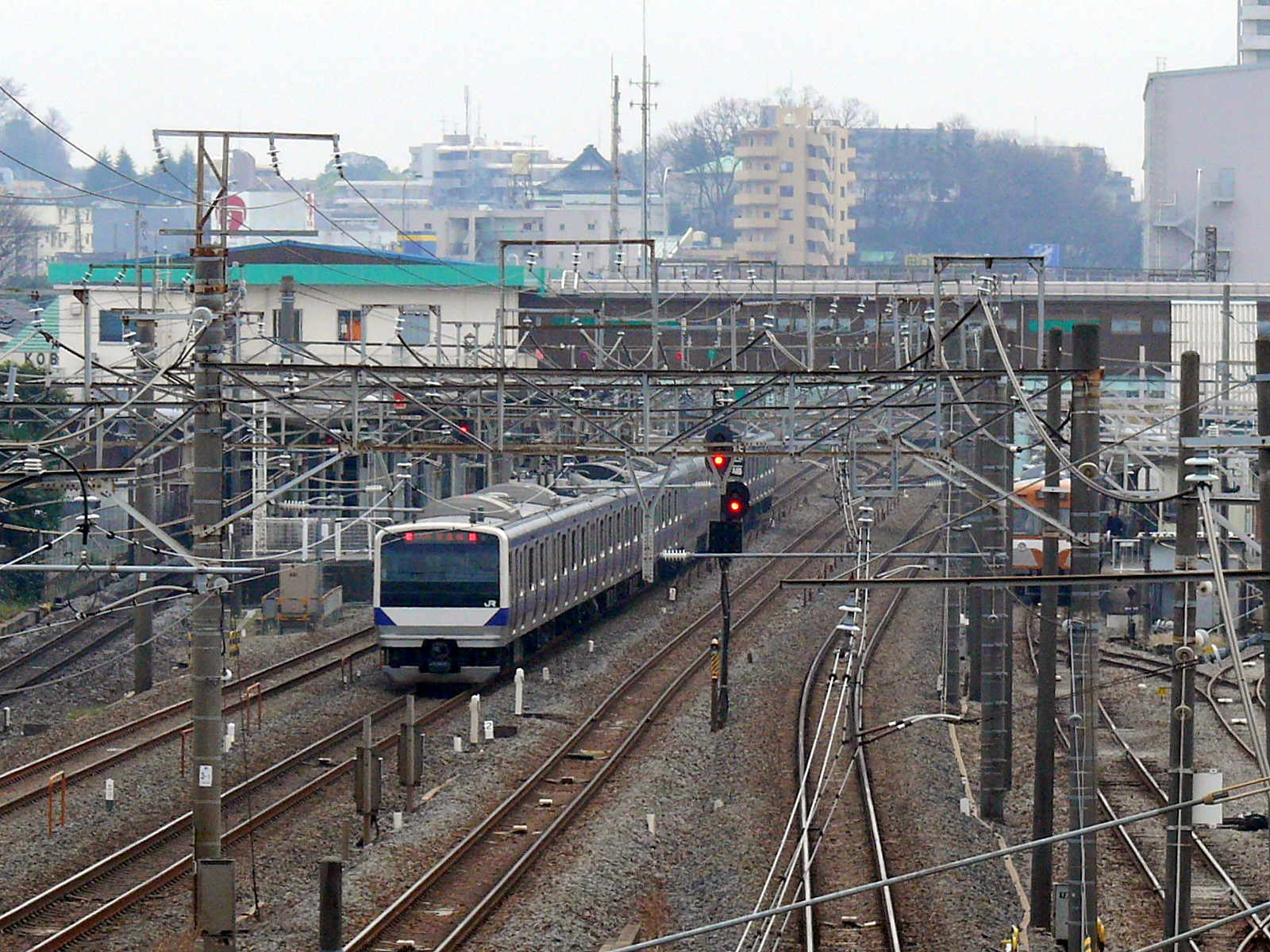
馬橋駅
左奥が緩行線ホーム
快速線にはホームがない

常磐線では、北千住駅 - 取手駅間（うち北千住駅 - 綾瀬駅間は営団が千代田線として建設）を複々線化し、快速電車や中距離電車・特急列車と各駅停車をそれぞれ常磐快速線と常磐緩行線とに分け、常磐緩行線電車はすべてが新規に建設される営団地下鉄（現・東京地下鉄）千代田線と相互直通運転することとされた。
1971年（昭和46年）4月に我孫子駅までの複々線化と、霞ケ関駅まで開通していた営団地下鉄千代田線との直通運転が実施され、1982年（昭和57年）11月には緩行線の我孫子駅 - 取手駅間の開業となっている。しかし、各駅停車列車が上野駅に直通しないことや、営団にまたがる運賃が割高であったことなどから「迷惑乗り入れ」といわれる社会問題も引き起こし、運行面の問題は現在に至ってもほとんど改善されていない。2022年、運賃を巡って地元とJR東日本・東京メトロ(旧営団地下鉄)の間で裁判に発展したが、2023年に判決が下され、地元側の敗訴となった。

### 総武本線

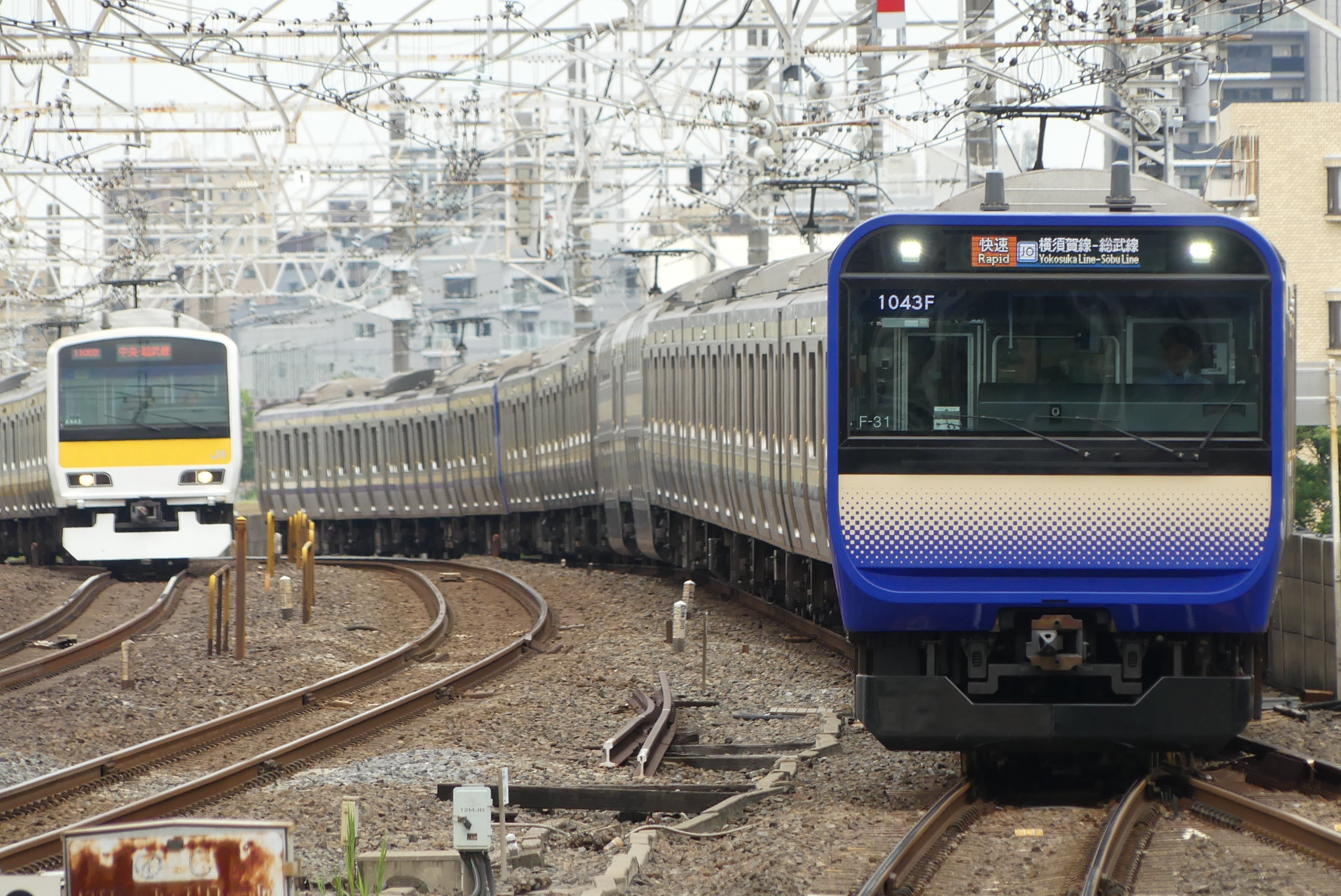
左：中央・総武緩行線
右：総武快速線
（市川駅）

総武本線では錦糸町駅 - 千葉駅間において、快速・特急列車と各駅停車をそれぞれ総武快速線と総武緩行線とに分離する複々線化を行った。また同時に東京駅 - 錦糸町駅間に地下新線を建設して東京駅に乗り入れ、さらに横須賀線列車との相互直通運転の実施を計画した。また前述した地下鉄東西線へも一部緩行線電車が西船橋駅 - 津田沼駅間で相互乗り入れを行うこととした。
東西線との相互乗り入れは1969年（昭和44年）に開始され、東京駅 - 錦糸町駅 - 津田沼駅間の新線・複々線は1972年（昭和47年）7月に、津田沼駅 - 千葉駅間の複々線は1981年（昭和56年）10月に完成している。常磐線の場合と異なり、こちらでは東京駅へのアクセスが従来は秋葉原駅で乗換える必要があったところが、改良後は快速が直接乗り入れるようになった。

## 計画促進
計画2年目の1966年10月には、想定を更に上回る人口集中に伴って、政府出資を条件として自民党などに提示し、下記の区間の計画の目標年次繰上げを図った。参考として五方面以外に繰り上げされた区間も示す。
- 中央線荻窪駅 - 立川駅間の複々線化

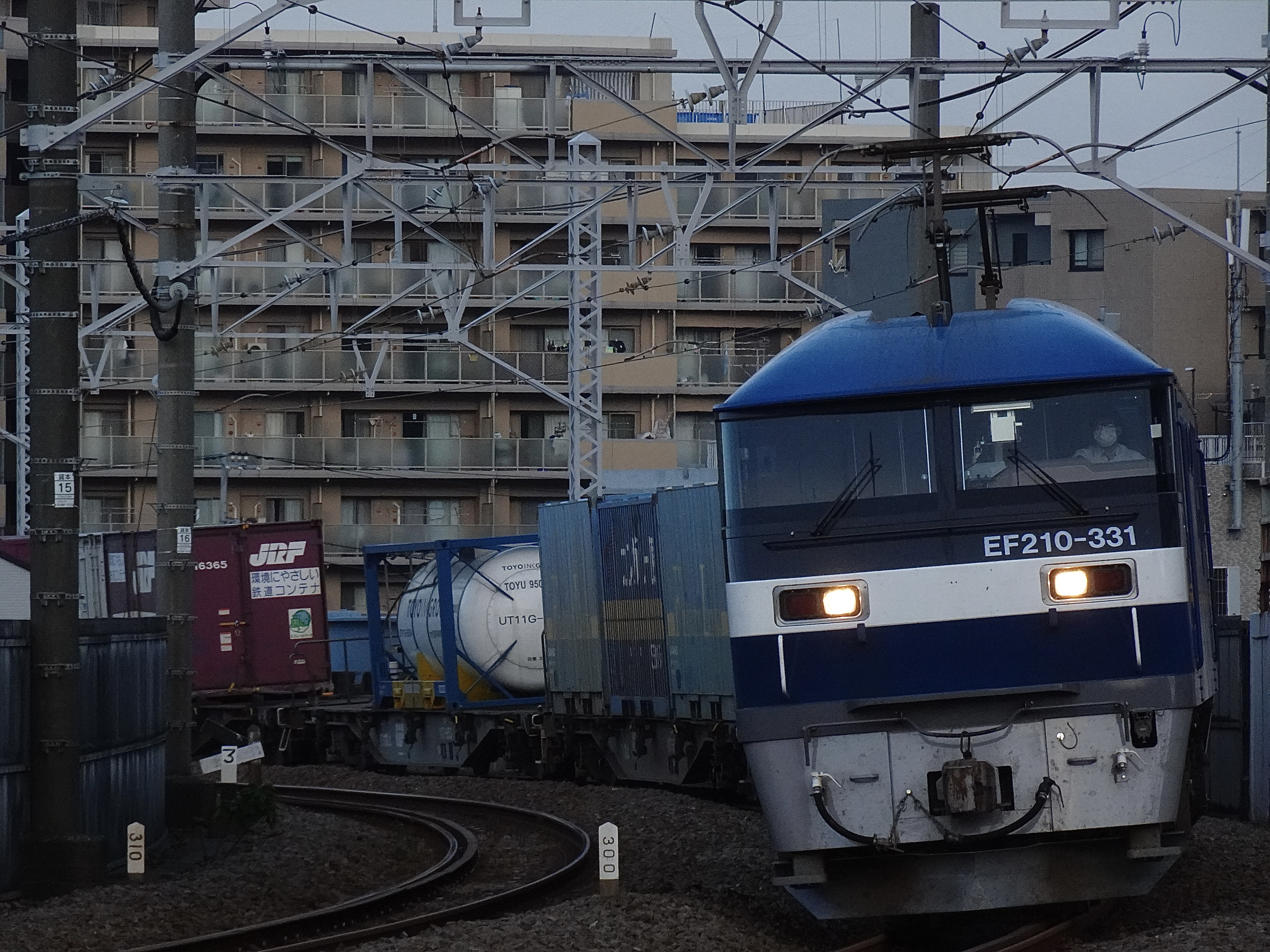
建設された品鶴線代替貨物線を行く貨物列車
（八丁畷駅）

  - 三鷹駅 - 立川駅間は1974年度着工予定→1972年度完成予定
- 総武線津田沼駅 - 千葉駅間の複々線化
  - 1974年10月完成予定→1972年10月
- 東海道線品川駅 - 東京駅間の複線増設
  - 1974年完成→1972年秋完成予定
  - また、汐留駅 - 大井埠頭 - 塩浜 - 鶴見駅間に品鶴線代替貨物線建設を決定。
- 常磐線綾瀬駅 - 取手駅間の複々線化
  - 1972年3月完成予定→1971年3月
- 横浜線八王子駅 - 原町田駅（現・町田駅）間の複線化
  - 1975年10月完成予定→1973年10月完成予定
- 内房線木更津駅 - 君津駅間の複線化
  - 1971年3月完成予定→1970年3月完成予定

しかしながら、上記の区間はその大半が繰り上げ前の完成予定をも大幅に超過し、中央線は上述のように未着工のままとなった。

## 五方面作戦と国鉄財政
通勤五方面作戦には国鉄の、主に借款による資金が主として利用された。この借款は高金利であり、その負担は地方ローカル線の衰退や新幹線の建設などにより悪化していた国鉄財政には耐えられるものではなく、国鉄分割民営化の一つの遠因となったとも言われている。一方で、極端に増大しドル箱と化した首都圏の需要を吸収する役目を果たしたことから、東海道新幹線とともに国鉄再建の要であったとみなす近藤太郎のような評価もある。葛西敬之は後者の立場を取っている。また、近藤は『運輸と経済』1983年3月号にて社会全体に与えた経済的利益にも言及している。

### 政策割引の問題
特に、当時から指摘されていた問題として公共政策割引による減収の累積がある。公共政策割引とは、国の他の政策のために設けられた割引制度を総称したものである。国鉄の通勤投資を論じた『政策月報』から引用すると、1970年当時の数字を例にとって次のようなものが挙げられている。
- 定期旅客割引運賃：1ヶ月定期で50% - 64.1%、3ヶ月定期で52.4% - 65.9%、6ヶ月定期で60% - 67.7%
  - なお、国鉄運賃法第5条での法定割引率は当時50%
- 学生定期割引運賃：1ヶ月定期で68.3% - 88.4%、3ヶ月定期で69.9% - 89.1%、6ヶ月定期で71.5% - 89.6%
- 特別扱新聞紙・雑誌の割引輸送
- 貨物暫定割引：1950年、木材・鮮魚等15品目に対してスタートし順次拡大された。

以上を合計すると国鉄の公共負担額は1970年度見込みで523億円で、1960年度から1970年度までの累計は7,476億円、公共企業体として出発した1949年度から1970年度までとすると1兆990億円となる。
同趣旨の引用は高橋伸夫も『鉄道経営と資金調達』にて述べており、この政策割引が第三次長期計画の前半3年間で投じられた1兆円の投資額とほぼ同額なのは皮肉だという内容を書いている。

### その他
一方、以前より行われていた優等列車の増発とは異なり、通勤ラッシュへの対策は投資額の割には増収・増益には結びつきにくいと言われてきた。その理由としては、通勤客は主として普通乗車券より割引された定期券を利用しているからである。都市生活を支えるインフラストラクチャー整備に近い面を保つことを考えても、その費用は主として、利用者に負担を求めるか、国ないし自治体が資金を助成するべき事業であったと指摘されている。
また一方で首都圏以外の通勤圏の速達化対策は疎かであった。混雑率は首都圏が突出し、他の地方は低調に推移していた。関西圏では、1970年の大阪万博の前後に東海道本線・山陽本線等の一部で改良が進んだり、1973年に関西本線の湊町駅 - 奈良駅間の電化が行われたりした程度であった。また同エリアでは併走する私鉄との競合が多かったが、国鉄は所要時間の面では優位に立っていても列車本数が少ないことでまったく勝負にならず、さらには1976年の国鉄運賃大幅値上げによって価格面でも競合私鉄に対して不利となったことから（いわゆる国鉄離れ）、大阪環状線を除いては需要を私鉄に吸い取られている有様であった。これらには国鉄内外から不満がつのり、「関西3局」（福知山・大阪・天王寺の各鉄道管理局）のうち、大阪・天王寺の両鉄道管理局はしばし国鉄本社および「関東4局→関東6局」（4局時代では高崎・水戸・東京・千葉、6局時代では高崎・水戸・東京北・東京南・東京西・千葉の各鉄道管理局）に対する反抗とも取れる行動を取ったとみなされる施策もある。また、北九州地区では旧運炭路線であった勝田線において、沿線が福岡市のベッドタウンとなった後も一日数往復のままで輸送改善せず（1981年当時は平日6往復、土休日は7往復）、都市近郊路線として活用することも検討せずにほとんど利用者がつかないまま、結局特定地方交通線に指定されて廃止に追い込まれたという例さえあった。

## 首都圏高速鉄道網
『見えない鉄道員』という産業映画がある。この中では、当時の最新鋭コンピュータ（紙テープおよびラインプリンタ）を用いて関東周辺に人口分布図のようなプロッティングを行っている場面が映し出されている。しかし、当時、五方面各線は経路選定の段階を終わり具体的な設計作業が実施されており、一部区間は着工済であった。そのため、五方面作戦ないし第三次長期計画を明示する説明はない。
当時構想段階にあったのは1966年に国鉄より発表された首都圏高速鉄道網（通勤新幹線）である。首都圏高速鉄道網は、「国鉄本社経営課題」として1966年度より2ヵ年に渡り京都大学工学部教授天野光三を座長として研究が実施された。その中で、路線選定にあたり、首都圏を東京駅を中心とした同心円状の空間を区分し、路線配置パターン、運賃水準などを変動させた通勤新線6線を敷設した際の効用についてのシミュレーションも存在する。しかし、国鉄施設局長を務めた馬場知巳など建築畑の重鎮からは、遠隔地に宅地、あるいは学園都市などを開発して高速鉄道で都心と連絡するこの構想は批判的な目で見られていた。馬場や今岡鶴吉といった一部関係者は十河時代の1959年より正式な研究が開始されていた都心部の再開発・高層化により増大する人口を吸収し、職住近接を図る発想を推していた。このように、五方面作戦のような具体策が実施される裏では、郊外派と再開発派による机上の論戦が繰り広げられ、現実の計画策定にも影響を与えている。
その後、通勤新幹線の俗称通り、新幹線方式をベースに検討が進められ全国新幹線鉄道整備法の立法時にも国会で議論があったが、国鉄側答弁に見られるように、通勤新幹線は同法の対象に含まないものとされ、議論は終息した。同時に、第三次長期計画、五方面作戦を策定した石田も総裁の身を引いた。
時を前後して第三次長期計画自体も1968年度で打ち切られ、翌年より第1次再建計画に引き継がれた。これを皮切りとして数年ごとに再建計画が立てられていったが、五方面作戦自体は中央線を除いて継続実施された。

## 新五方面作戦へ
通勤新幹線は五方面作戦と異なり、当時幾つか建設されていたニュータウン鉄道と同じような開発先行型の路線であったが、磯崎叡が総裁となるとその性格を色濃く引き継いだ在来鉄道を高速化した通勤新線の更なる増設方策が研究されることとなる。その結果は、旅客局、建設局などが主導して構想された新五方面作戦として1972年に提示された。
新五方面作戦は次のような考え方から提案されている。まず、未開発地が多く残存し地価の安価な都心から50 - 60キロ地域をターゲットとし、通勤輸送を高速に実施することを前提とする。新線建設による首都圏各線の混雑率の目標は1976 - 1978年で200%、1985年で150%を目標とする。建設の決心に関する考え方としては、首都圏の場合は将来利益を生み出す成熟産業への成長性を秘めていると捉え「今日の赤字は明日の黒字を得るためのコスト」としている。また、行政からの助成、開発還元措置、割増運賃により経営の安定化を図るための模式的な経営シミュレーションも実施された。
- 東海道・東北方面開発線：東北方面から南下して池袋、新宿、渋谷、目黒を通過し東急線沿線から茅ヶ崎に抜ける路線。
- 中央・総武開発線：三鷹付近を通過後中央線の南側を平行しながら東進して新宿を通過し、新橋付近から臨海部に出て京葉貨物線に平行する路線。
- 高崎・常磐方面開発線：高崎線西側地域を平行しながら都心へ南下し、新宿、市谷、北千住を通過し、筑波研究学園都市に向かう路線。

京葉線や首都圏新都市鉄道つくばエクスプレスなど、一部の路線は新五方面作戦で提示された性格を継承して開業した。東海道・東北方面開発線は数年で立ち消えしたが、代わりに東北・上越新幹線反対運動への対策として埼京線の構想が同時期に浮上し開業している。その後、湘南新宿ラインの運行開始によって酷似する経路で実現した。中央・総武開発線については構想から4半世紀余を経て、運輸政策審議会答申第18号にて同様の経路を持つ路線が提示された。

## 参考
参考としてJR東日本に継承後の2018年（平成30年）度調査での各線混雑率は下記の通り。
- 東海道線：191%
- 京浜東北線（北行）:185%
- 中央線快速電車：182%
- 中央線各駅停車：95%
- 宇都宮線：142%
- 京浜東北線（南行）：171％
- 常磐線快速電車：160%
- 常磐線各駅停車：154%
- 総武快速線：181％
- 総武線各駅停車：196%

## 産業映画
次のような産業映画が制作された。
- 『ラッシュ』1964年　企画：国鉄広報部
  - 五方面作戦着手直前の首都圏の混雑を描き、国鉄の投資計画に理解を求めるために制作。
- 『国鉄～21世紀を目指して』1966年　企画：国鉄広報部　制作：学研映画、60分、カラー
  - 中央線の高架複々線工事や建設中の駅舎が登場する。
- 『東海道・横須賀線の混雑緩和』-横浜新貨物線の建設記録-　1976年　制作：理研科学映画/国鉄東京第二工事局、32分
- 『混雑緩和を目指して　第2部』1979年　制作：理研科学映画/国鉄、30分
  - 横浜新貨物線の建設記録の続編
- 『400万人の通勤輸送』1981年　制作：毎日映画社/国鉄、28分
  - 通勤混雑の緩和を目指して五方面作戦各線の工事の様子などが描かれている。